# Stellantis Heritage
Stellantis Heritage, anciennement FCA Heritage, est le département du groupe automobile Stellantis (ex-Fiat Chrysler Automobiles) qui s’occupe de la protection et de la promotion du patrimoine historique, automobile et documentaire des marques italiennes Alfa Romeo, Fiat, Lancia et Abarth. Il a été fondé à Turin en 2015  dans le but de coordonner toutes les activités qui s'étaient jusque là, consacrées individuellement à la valorisation du patrimoine historique et culturel des marques du groupe. 

## Histoire
Dans les années 1960 et 1970, plusieurs firmes automobiles italiennes (qui se sont ensuite réunies au sein du Groupe FCA) ont mis en œuvre des programmes de sauvegarde et de valorisation de leur patrimoine historique, qui ont porté à l'inauguration du Centro Storico Fiat à Turin en 1963  puis à l'ouverture du musée Lancia en 1971. Quelques années plus tard, en 1976, le Musée historique d'Alfa Romeo a ouvrait ses portes à Arese. Le Musée Alfa Romeo et le Centre Historique Fiat existent encore aujourd'hui et abritent les collections automobiles et les archives historiques de leurs marques, des collections de documentaires qui comprennent des plans et des projets techniques, du matériel de communication, de la documentation financière et industrielle, des films et des photos. 
À l'époque où les musées voient le jour, Fiat achète Autobianchi en 1968, Ferrari et Lancia en 1969, Abarth en 1971, Alfa Romeo en 1986 et enfin, Innocenti et Maserati en 1990. En 1993, le musée Lancia, situé à Borgo San Paolo à Turin, est fermé et les voitures de la collection historique de la marque sont envoyées à Beinasco dans un bâtiment industriel appartenant au groupe Fiat. 
Relancée dans les années 2000 en jouissant d'une autonomie opérationnelle, la marque Abarth s'est engagée dans une démarche de valorisation du patrimoine historique : la collection de voitures historiques de rallye et de course titulaires de records de la marque au Scorpion est exposée dans le nouveau siège d'Abarth situé dans la zone industrielle de Mirafiori. C’est à cette occasion que des services de certification et de restauration des voitures anciennes de la marque sont mis en place. 
En 2014 Fiat SpA. et Chrysler Group fusionnent pour devenir le groupe FCA. FCA Heritage voit le jour l'année suivante et étend l'initiative d'Abarth aux marques Alfa Romeo, Fiat et Lancia. Roberto Giolito , designer, ancien responsable du Centre de Style Fiat et père de la Fiat Multipla et de la Fiat 500, est nommé à la tête de FCA Heritage. 

## Site
En 2019, le département s'installe dans son centre opérationnel appelé « Heritage HUB », un espace multifonctionnel situé dans l'atelier historique Officina 81, l'un des ateliers de production Fiat au sein de l'usine de Mirafiori . 
Les 15 000 m2 du pavillon accueillent les bureaux du personnel, un espace central consacré aux réunions et aux ateliers, la vitrine du service de vente de voitures historiques, l'exposition célébrant le 80e anniversaire de l'usine de Mirafiori et une partie de la collection de voitures historiques de la société, plus de 300 voitures anciennes des marques Fiat, Abarth et, dans une moindre mesure, Alfa Romeo, en plus de l'ensemble de la collection Lancia précédemment conservée à Beinasco. Sur les 300 voitures exposées dans le centre Heritage HUB, 64 sont les protagonistes de 8 expositions thématiques, chacune centrée sur 8 voitures de différentes marques et époques. 
En plus des 300 voitures visibles dans le Hub, la collection de FCA Heritage comprend environ 30 voitures historiques Fiat exposées dans le Centre Historique Fiat et plus de 250 Alfa Romeo conservées dans le Musée historique d'Arese . 

## Activités et services
FCA Heritage a pour mission la protection du patrimoine historique des marques du groupe, en s'occupant de la restauration et de l'entretien des voitures appartenant à la collection de l'entreprise. 
FCA Heritage a également répertorié et cartographié tous les clubs officiels Alfa Romeo, Fiat, Lancia et Abarth et participe officiellement aux événements internationaux consacrées aux voitures classiques, des concours d'élégance aux compétitions, des rallyes historiques aux salons spécialisés, dont le Goodwood Festival de Speed , Rétromobile, le Salon de l'automobile de Genève, la Mille Miglia,  la Cesana-Sestrières et la Targa Florio. 
FCA Heritage a offert une Fiat 500 F au MOMA de New York  et collabore avec le Victoria and Albert Museum de Londres, le Triennale Design Museum de Milan, le Musée National de la Voiture de Compiègne et le Musée des techniques de Spire (Speyer) de Sinsheim qui a consacré à l'histoire d’Alfa Romeo l'exposition d'inauguration du nouvel espace d'exposition en 2019 . 
FCA Heritage propose différents services aux propriétaires de voitures d’époque Alfa Romeo, Fiat, Lancia et Abarth, dont la certification d'authenticité, le certificat d'origine et un service de restauration et de réparation de voitures anciennes, ainsi que l'achat et la vente .